# Mae Hong Son
Pour la province de Thaïlande, voir Province de Mae Hong Son.
Mae Hong Son (thaï : แม่ฮ่องสอน, La ville des trois brumes) est une ville du nord-ouest de la Thaïlande, chef lieu de la province de Mae Hong Son. 
Elle est située près de la frontière birmane, à l'est de la Pai. En 2005, elle comptait 6 023 habitants.
La ville est entourée de nombreux villages de montagnes et à proximité des lacs de montagne de Pang-Ouang et de Bann Rak-Tai. Elle possède un temple-monastère bouddhiste de style birman, le Wat Chong Kham : son stûpa en cloche est surmonté d'un hti (ombrelle métallique) et un autre bâtiment est couvert d'un pyatthat.
Elle est desservie par un petit aéroport (code IATA : HGN • code OACI : VTCH).

## Galerie

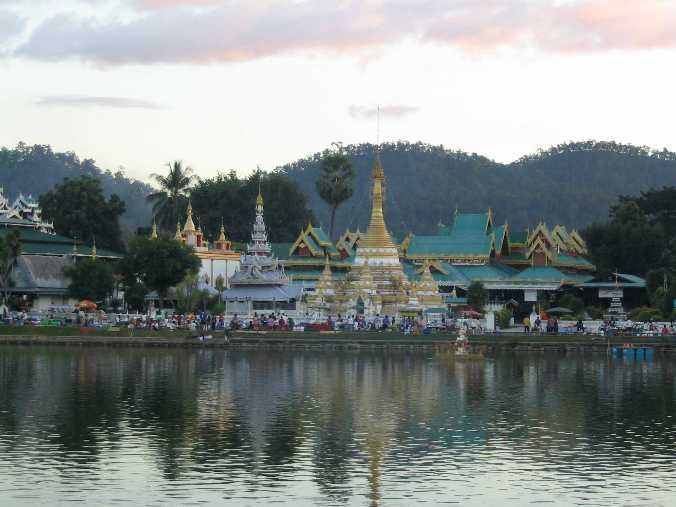
Le Wat Chong Kham.
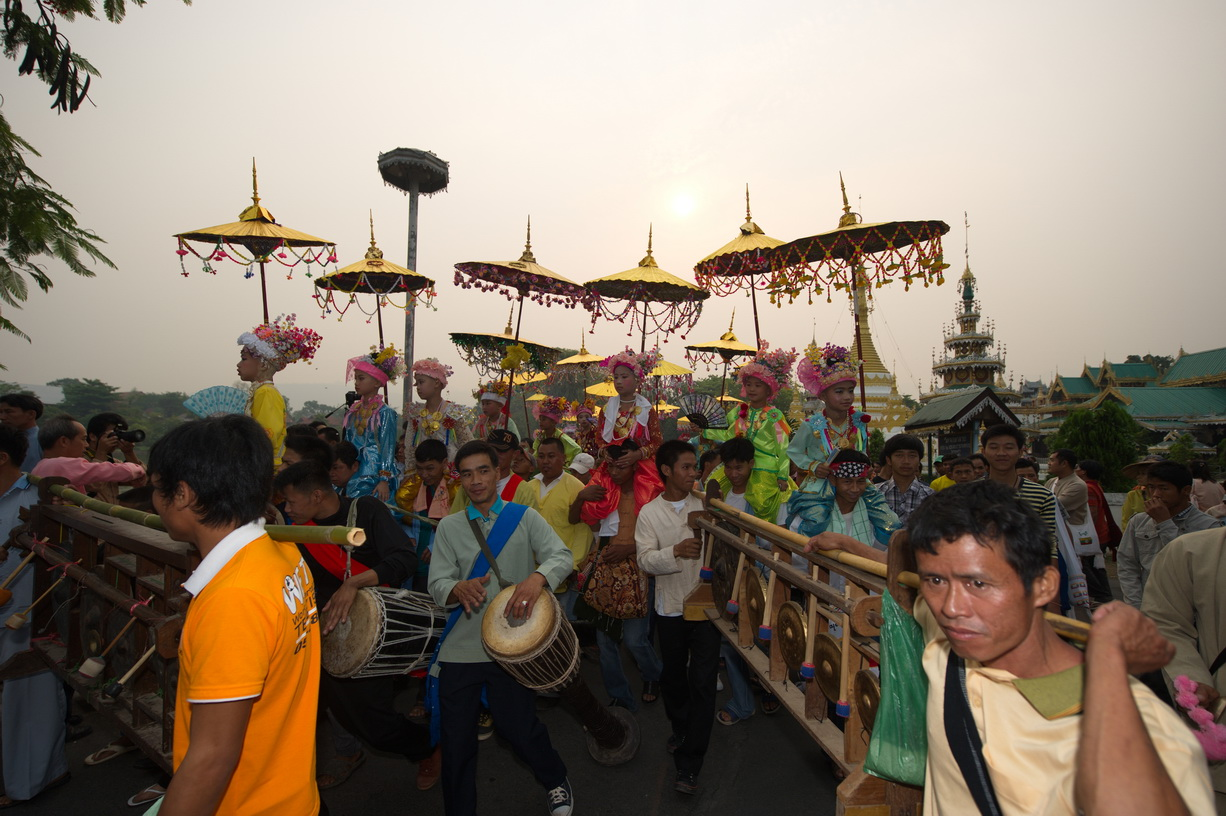
Poy Sang Long à Mae Hong Son en 2012
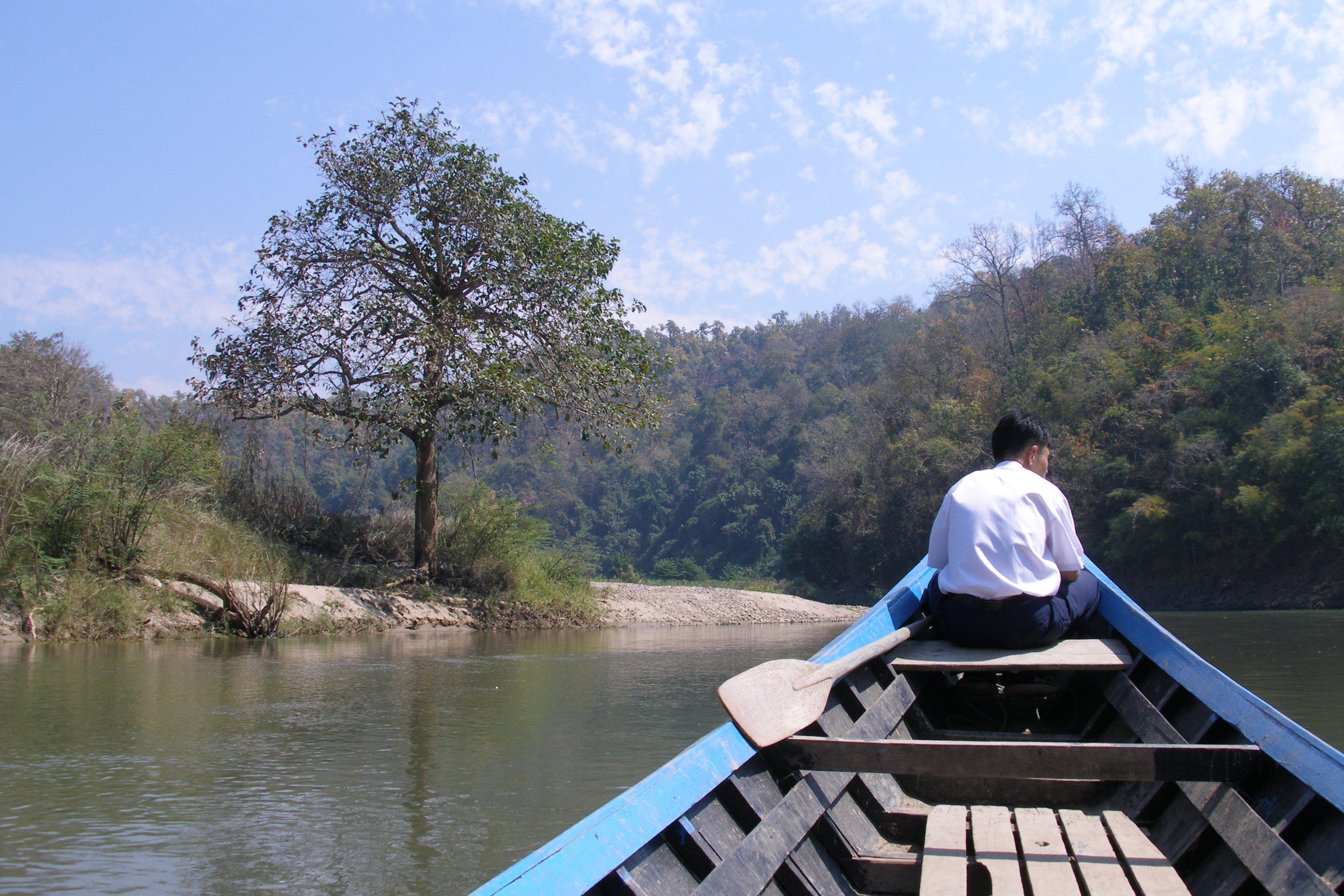
Pai River

## Amphoe
L'amphoe (district) de Mae Hong Son couvre une superficie de 2 483,115 km², compte plusieurs hautes montagnes et bénéficie d'un climat agréable et frais presque toute l'année.

## Personnalités liées à la ville
- Sakarin Krue-On (1965- ), artiste thaïlandais